# Скелястий хребет
Скеля́стий хребе́т — передовий хребет на північних схилах Великого Кавказу, в його західній і центральній частинах; простягається від р. Білої на заході, до верхів'я річки Терек на сході.

## Про хребет
Довжина — 330 км, висота на заході 1200—1700 м, на сході — до 3 000 м, найбільша — 3 646 м (г. Каракая).
Являє собою куесту, побудовану з твердих вапняків та з мерґелів і доломітів крейди, створену внаслідок нерівномірного розмиву осадових порід; розчленований на ряд окремих масивів.
У вищих частинах є сліди кол. зледеніння — кітли, морени тощо. На плато розвинені карстові форми: 
- лійки,
- озера,
- зникаючі річки,
- кари.

Півн. схили Скелястого хребта, вкриті до висоти 1 800 м широколистяними лісами, південно-степовою рослинністю, вище простягаються полонини.